# El barbero de Sevilla (Paisiello)
El barbero de Sevilla, o la precaución inútil (título original en italiano, Il barbiere di Siviglia, ovvero La precauzione inutile) es una ópera cómica en cuatro actos con música de Giovanni Paisiello y libreto en italiano de Giuseppe Petrosellini, aunque su título no aparece en la portada de la partitura. Se basó en la obra Le Barbier de Séville de Pierre-Augustin de Beaumarchais. El título completo de la ópera es: "Il barbiere di Siviglia, ovvero La Precauzione inutile, dramma giocoso per musica tradotto liberamente dal francese, da rappresentarsi nel Teatro Imperiale del corte, l'anno 1782" (trad.: "El barbero de Sevilla, o La precaución inútil, drama cómico con música libremente traducido del francés, presentado en el Teatro Imperial de la corte, el año 1782").

## Historia
La ópera se estrenó el 26 de septiembre de 1782 (calendario juliano, 15 de septiembre) en la Corte Imperial, San Petersburgo. Los intérpretes del estreno fueron Guglielmo Jermolli como el conde Almaviva, Anna Davia de Bernucci en el papel de Rosina, Baldassare Marchetti (Bartolo), G. B. Brocchi (Fígaro) y Luigi Pagnanelli en el papel de Don Basilio.
Aunque hubo otras adaptaciones musicales anteriores de El barbero de Sevilla, fue esta ópera cómica de Paisiello la primera que logró un éxito amplio. Fue representado posteriormente en varias ciudades en los años inmediatamente posteriores a su estreno, incluyendo Viena, donde El barbero se tocó en cinco locales desde 1783 hasta 1804, tanto en italiano como en alemán, y recibió cerca de 100 representaciones, y Nápoles (1783), Varsovia, Praga, Versalles (1784), Cassel, Bratislava, Mannheim (1785), Lieja, Colonia (1786); en el Teatre de la Santa Creu de Barcelona (1787), Madrid y, para la producción del año 1787 en Nápoles en el Teatro dei Fiorentini, la ópera se redujo a tres actos y Pasiello escribió tres números adicionales: "La carta che bramate" para Rosina, "Serena il bel sembiante" para Almaviva y un finale para el Acto I. En 1788 la ópera se dio en Berlín, luego en Londres y París (1789), Lisboa (1791), Bruselas (1793), Estocolmo (1797) y Nueva Orleans (1801).
En 1789, Mozart dedicó el aria  "Schon lacht der holder Frühling" (K. 580) a su cuñada Josepha Hofer como un sustituto del aria original de Rosina en el Acto III (Già riede primavera). Aunque sólo falta el ritornello de cierre, la orquestación incompleta sugiere que nunca se usó.
La ópera demostró ser el mayor éxito de Paisiello. Incluso después del estreno del año 1816 de la propia versión de Rossini, El barbero de Sevilla, la versión de Paisiello continuó siendo más popular en comparación. Con el tiempo, sin embargo, la situación cambió. Conforme la versión de Rossini fue ganando popularidad, la de Paisiello fue disminuyendo paralelamente, hasta el punto de desaparecer del repertorio.
La versión de Paisiello recibió reposiciones en años posteriores, como París (1868), Turín (1875), Berlín (1913) y Montecarlo (1918). En 2005, la Ópera Clásica de Bampton dio representaciones de la ópera de Paisiello en inglés.
Esta ópera se representa poco; en las estadísticas de Operabase aparece la n.º 244 de las óperas representadas en 2005-2010, siendo la 72.ª en Italia y la primera de Paisiello, con 10 representaciones en el período.

## Argumento
La historia sigue esencialmente la obra original de Beaumarchais, y en algunos momentos traduce directamente canciones y diálogo. Las tramas de las versiones de Paisiello y de Rossini se parecen mucho, con sutiles diferencias. El libreto de Petrosellini pone un gran énfasis en la historia de amor y menos en las cualidades cómicas.
Sin embargo, ciertos personajes, como el doctor Bartolo, adquieren especiales tintes cómicos, en parte debido al odio que profesaba la zarina hacia el gremio de los doctores. Además, la burla que despierta el radicalismo de las ideas conservadoras y contrarias a la Ilustración del protagonista casaban muy bien en la corte con despotismo ilustrado fomentado desde el trono.

## Números destacados
- La obertura.
- «Saper bramate», serenata cantada por Almaviva ante el balcón de Rosina; se usa de manera memorable en la película de época de Stanley Kubrick Barry Lyndon de 1975.
- Trío de los estornudos y bostezos (Dr. Bartolo, Giovinetto, Svegliato).
- Aria de «La calumnia», de Basilio.
- «Già riede primavera», lección de música de Rosina.
- El duettino amoroso de Almaviva y Rosina del final.[9]

## Discografía
- Ádám Fischer (director) / István Gáti (Figaro), Dénes Gulyás (Conte Almaviva), Krisztina Laki (Rosina), József Gregor (Dr. Bartolo), Sándor Sólyom-Nagy (Basilio), Csaba Réti (Giovinetto), Miklós Mersei (Svegliato). Orquesta Estatal Húngara (1985). Hungaroton SLPD MZS-27[6]
- Renato Fasano (director) / Renato Capecchi, Nicola Monti, Graziella Sciutti, Rolando Panerai, Mario Petri. Virtuosi di Roma. Mercury SR 2-9010[10]
- Giuliano Carella (director) / Stefano Consolini, Pietro Spagnoli, Anna Maria Dell'Oeste, Angelo Nardinocchi, Luciano Di Pasquale. Orquesta del Teatro Lírico G. Verdi di Trieste. Dynamic S417